# Saujon
Saujon település Franciaországban, Charente-Maritime megyében. Lakosainak száma 7314 fő (2022. január 1.). Saujon Le Chay, L’Éguille, Le Gua, Médis, Sablonceaux, Saint-Romain-de-Benet és Saint-Sulpice-de-Royan községekkel határos.

## Népesség
A település népessége az elmúlt években az alábbi módon változott:
| Lakosok száma | 3801 | 4777 | 4891 | 6281 | 7111 | 7202 | 7165 | 7180 | 7200 | 7314 |
|               | 1968 | 1982 | 1990 | 2006 | 2013 | 2015 | 2017 | 2019 | 2020 | 2022 |